# Rosinha Garotinho
Rosângela Barros Assed Matheus de Oliveira GOMM (Itaperuna, 6 de abril de 1963), mais conhecida como Rosinha Garotinho, é uma confeiteira, radialista, apresentadora de televisão e política brasileira, filiada ao Movimento Democrático Brasileiro (MDB). Casada com o ex-governador do Rio de Janeiro, Anthony Garotinho, e mãe do prefeito de Campos dos Goytacazes, Wladimir Garotinho e da ex-deputada federal Clarissa Garotinho.
Durante o governo de seu marido, Rosinha foi titular da Secretaria de Ação Social e Cidadania. Como secretária, implementou os primeiros restaurantes populares do Rio de Janeiro, sendo que a primeira unidade, o Restaurante Popular Betinho, fora inaugurada em 2000 na Central do Brasil. Foi a primeira mulher a ser eleita governadora do estado do Rio de Janeiro. Eleita em 2002, sucessora de Benedita da Silva (PT), que estava exercendo o cargo devido à renúncia do então governador Anthony Garotinho, marido de Rosinha, que se afastou do cargo para concorrer à Presidência da República. Durante a campanha usou o nome Rosinha Garotinho, para ter sua imagem associada à do marido, que na época possuía mais de 80% de aprovação popular. Garotinho é o apelido que seu marido usa e que consequentemente ela utilizou, não sendo um sobrenome.
Rosinha foi presa preventivamente em 22 de novembro de 2017 junto com seu marido Anthony Garotinho, após investigações relacionadas às delações da JBS, tendo sua liberdade concedida 7 dias depois, no dia 29 de novembro de 2017.

## Vida pessoal
Filha do ferroviário Gandur Assed e da professora primária Wilmar Barros Assed, nasceu em Itaperuna, tradicional reduto de descendentes de árabes. Moradora de Campos de Goytacazes desde a juventude, Rosinha sempre foi apaixonada por peças teatrais. Atuou no teatro amador desde os quatro anos e foi até os 26. Aos dezesseis anos, durante o ensaio de uma peça, ela conheceu Garotinho, com quem se casou em 1981.[carece de fontes?]
Ela e Garotinho tiveram cinco filhos: Clarissa, Wladimir, Anthony, Gabriela e Clara. O casal ainda adotou outros cinco filhos: Aparecida, Altamir, Amanda, Wanderson e David.
Formou-se professora pelo Colégio Batista Fluminense e trabalhou como radialista em Campos, nas rádios Difusora, Continental, Cultura e Litoral.[carece de fontes?]
Rosinha assume publicamente a sua religião (presbiterianismo), e tem nos evangélicos uma parte importante de sua base eleitoral.[carece de fontes?]

## Carreira política

### Governadora do Rio de Janeiro
Como governadora, Rosinha homologou lei que instituía o ensino religioso nas escolas públicas, lei essa de iniciativa do deputado estadual Carlos Dias.
Durante seu governo a estação Cantagalo da Linha 1 do Metrô do Rio de Janeiro foi inaugurada. Recuperou a arquibancada do estádio do Maracanã.
Recuperou a pecuária leiteira do estado, intervindo na Parmalat para salvar empregos. Na área social foi criado o programa Paif (Programa de Atendimento Integral à Família).

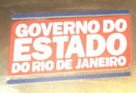
logo de sua gestão como governadora

No interior do estado, ajudou a criar um Polo da Cederj e um Polo Têxtil no município de Rio das Flores. Trouxe o Porto do Açu para São João da Barra. Realizou melhoras no saneamento e nas estradas no interior.
Reformou a ponte que liga Comendador Levy Gasparian (RJ) a Santana do Deserto (MG), a divisa Rio-Minas no interior do Estado.
Em 2004, Rosinha foi admitida pelo presidente Luiz Inácio Lula da Silva ao grau de Grande-Oficial especial da Ordem do Mérito Militar.

## Prisão
No dia 22 de novembro de 2017, Rosinha Garotinho foi presa em uma ação da Polícia Federal, no âmbito da Operação Caixa D'Água, que investiga crimes eleitorais. No mesmo dia, também foi decretada a prisão de seu marido, Anthony Garotinho, e do presidente do antigo Partido da República (PR; atual PL), Antonio Carlos Rodrigues. A ação apura os crimes de corrupção, concussão, participação em organização criminosa e falsidade na prestação das contas eleitorais. Inicialmente, Rosinha foi levada para o Presídio Nilza da Silva Santos, em Campos dos Goytacazes, mas, por determinação do juiz Ralph Manhães, titular da 129ª Zona Eleitoral, ela foi transferida para a Cadeia Pública José Frederico Marques, na cidade do Rio de Janeiro.
Em 29 de novembro de 2017, o Tribunal Regional Eleitoral do Rio de Janeiro (TRE-RJ) concedeu habeas corpus parcial para Rosinha Garotinho. A decisão determinou que ela deixasse o presídio, mas que utilizasse tornozeleira eletrônica. Os desembargadores também optaram pelo recolhimento noturno e pela proibição de Rosinha de sair da cidade do Rio de Janeiro. Quase um mês depois, no dia 22 de dezembro, o presidente do Tribunal Superior Eleitoral (TSE), Gilmar Mendes, determinou a suspensão das medidas cautelares impostas à ex-governadora do Rio de Janeiro.